# Cawrdaf
Cawrdaf (latino: Caurtabus; inglese: Cowdrey; 495 circa – VI secolo) fu sovrano del Fferre e forse un santo della Chiesa cattolica.

## Biografia
Era figlio di Caradog Freichfras, re del Gwent e del Vannetais. Dopo la morte di quest'ultimo e la divisione dei suoi domini tra i figli, il territorio tra il Wye e il Severn andò a Cawrdaf. Quest'area divenne il Fferreg, poi conosciuto come Rhwng Gwy ag Hafren.
Sembra essere stato un re saggio, uno dei "Tre alti funzionari" della Britannia e consigliere di re Artù. Nulla si conosce sul suo regno, anche se si sa che fondò molte chiese. A volte è descritto come un santo, festeggiato il 5 dicembre. Sembra che in tarda età abbia abdicato in favore del figlio Caw, per dedicarsi alla vita religiosa. Si ipotizza che sia stato discepolo di san Illtud. Ebbe molti figli divenuti santi, ma non si sa quanto a lungo la sua casata sia rimasta sul trono del Fferreg. Per secoli, comunque, i suoi discendenti rimasero tra le due principali famiglie patriarcali del Brycheiniog.